# كيمياء عامة
الكيمياء العامة هو مجموعة من المبادئ الأساسية في الكيمياء، يهتم بالتركيب الذري والتوزيع الإلكتروني للعناصر - الجدول الدوري والتوزيع الإلكتروني - الروابط الكيميائية المختلفة - رتبة الرابطة التساهمية وبعض خصائصها - الرنين - الجزيئات القطبية والسالبية الكهربية - الأكسدة والاختزال وأعداد التأكسد - الربط التساهمي والبنية الجزيئية - نظرية الربط التكافؤي (VBT) والأفلاك الجزيئية - نظرية تنافر أزواج إلكترونات غلاف التكافؤ (VSEPR) - نظرية الافلاك الجزيئية (MOT) - خامات الفلزات وكيفية استخلاصها (Metallurgy) - عمليات التركيز والاختزال والتنقية - الخاصية الأيونية التساهمية لروابط الفلزات مع اللافلزات وتفسير ألوان مركباتها. كما تتضمن الكيمياء العامة مقدمة للكيمياء العضوية وهي إحدى فروع علم الكيمياء. ويدرس بنية وخواص وتفاعلات المركبات والمواد العضوية، أي المواد التي تحتوي على عنصر الكربون. وهي تهتم بالتفاعلات والمواد الداخلة في تكوين الكائنات الحية أو الناتجة من كائن حي، ولهذا سميت بالعضوية.
الكيمياء العضوية هي العلم المتعلق بوجود الحياة على الأرض وتبحث في المركبات المرتبطة بالحياة والكائنات الحية. دراسة المواد العضوية تتضمن استخدام المطيافية (مثل رنين مغناطيسي نووي) ومطيافية الكتلة والطرق الفيزيائية والكيميائية الأخرى لتحديد التركيب الكيميائي والصيغة الكيميائية للمركبات العضوية وفهم تفاعلاتها، بل وإضافة مواد يستفيد منها الإنسان، مثل الأدوية والأسمدة والبوليميرات المختلفة المستخدمة أحيانًا كعوازل كهربائية أو حرارية أو صوتية. يدخل في تركيب المواد العضوية بصفة أساسية الكربون والنتروجين والهيدروجين والأكسجين. الكربون هو عمودها الفقري حيث أنه رباعي التكافؤ، وقابل لتكوين سلاسل طويلة وحلقات لجزيئات عضوية، مثل: جزيئات البروتين المتعددة والبوليمرات المختلفة. ودراسة خواص المواد تتضمن الخواص الفيزيائية والكيميائية، وتستخدم طرقًا شبيهة وطرق تقدير التفاعلية الكيميائية.